# Hogan Lovells
Hogan Lovells ist eine internationale Wirtschaftskanzlei mit über 2600 Rechtsanwälten an über 47 Standorten weltweit. Sie gehört zu den zehn umsatzstärksten Kanzleien weltweit.
In Deutschland hat das Unternehmen fünf Standorte in Düsseldorf, Frankfurt am Main, Hamburg, München und in Berlin (vormals an München angeschlossenes Legal Service Center).

## Geschichte
Hogan Lovells ging 2010 aus der Fusion der Wirtschaftskanzleien Hogan & Hartson und Lovells hervor.
Lovells war eine Wirtschaftskanzlei mit Sitz in London und 28 Standorten in vielen wichtigen Städten der Welt, vor allem aber in Europa und dem Fernen Osten. Die Kanzlei wurde als „Lovells“ am 1. Januar 2000 gegründet, ihre Geschichte geht aber in Teilen bis in das 19. Jahrhundert zurück. Der englische Teil der Kanzlei kann auf das Londoner Anwaltsbüro von John Lovell zurückgeführt werden. Der deutsche geht auf die Sozietät Droste in Hamburg zurück, die sich im Jahre 1997 mit der Frankfurter Kanzlei Boesebeck Barz & Partner zusammenschloss.
Hogan & Hartson war eine 1904 gegründete Wirtschaftskanzlei mit Sitz in Washington, D.C. mit 27 Büros in Nord- und Lateinamerika, Europa, dem Nahen Osten und in Asien.

## Struktur
Hogan Lovells hat eine Gesellschaftsstruktur, die aus zwei Partnerschaftsgesellschaften besteht. Eine dieser beiden umfasst die US-amerikanischen Büros, die andere die Büros in den übrigen Ländern.
Im Vorfeld des Zusammenschlusses spalteten sich das Warschauer und das Genfer Büro von Hogan & Hartson ab. Aus deren Berliner Büro machten sich zahlreiche Anwälte um Peter Raue ebenfalls selbständig. Der übrige Teil des Berliner Büros schloss sich im September 2013 der US-Kanzlei Morrison & Foerster bzw. im Juli 2015 der Sozietät Wegnerpartner an.